# 後眼人

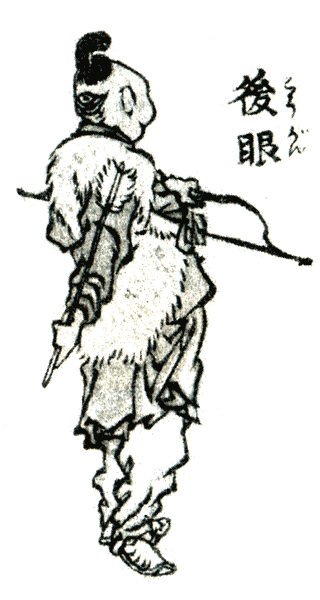
葛飾北斎『北斎漫画』3編より「後眼」（後眼国の人物）

後眼人（こうがんじん）は中国に伝わる伝説上の人種である。後眼国という国に住んでいるとされる。

## 概説
類書である王圻『三才図会』では、後眼人たち後頭部に目があり、結束力は韃靼（だったん）の人々に似ていると記されている。日本の『和漢三才図会』や奈良絵本『異国物語』などでもそれにそった解説がつけられている。奈良絵本『異国物語』では、むかし良阿のひとがこの国の人々（後眼人）を目撃してとても驚いた、という内容が解説文に出て来る。
『三才図会』、『和漢三才図会』、『異国物語』などに描かれている後眼人の絵は、いずれも後頭部にある目は一つ、弓矢を手に持った姿で描かれている。

## 後眼人の登場する作品
葛飾北斎『北斎漫画』
第3編（1815年）に描かれている。
歌川国芳 朝比奈諸国廻り図（1829年）
朝比奈三郎が出会ったとされるさまざまな異国人物が描かれている錦絵。一目国という表示の下に描かれているが後頭部に目があり、弓も携えていることから後眼人を描いているものと考えられる。